# المدرسة البوعنانية (فاس)

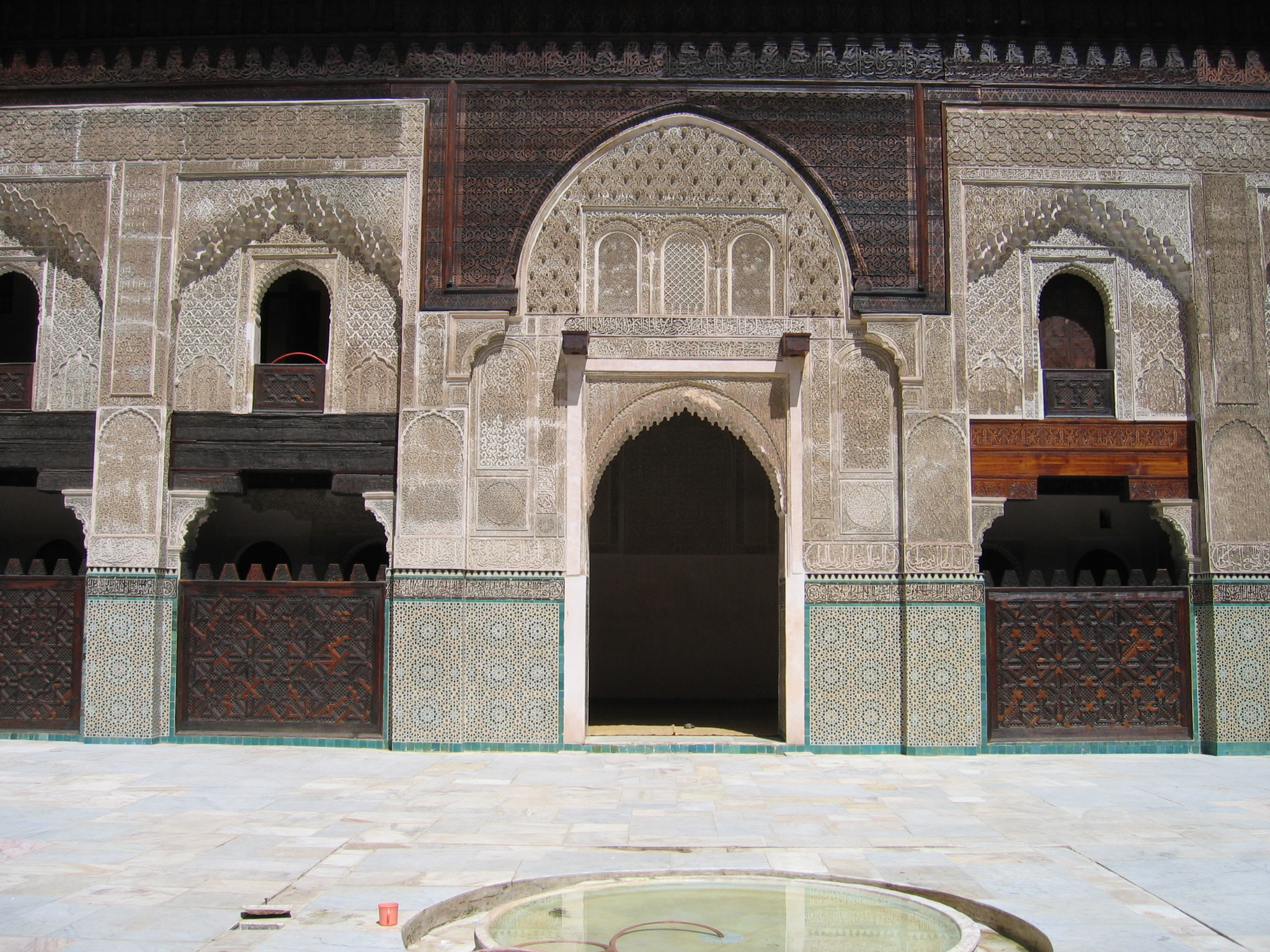
بهو المدرسة البوعنانية ،1357,فاس (المغرب)

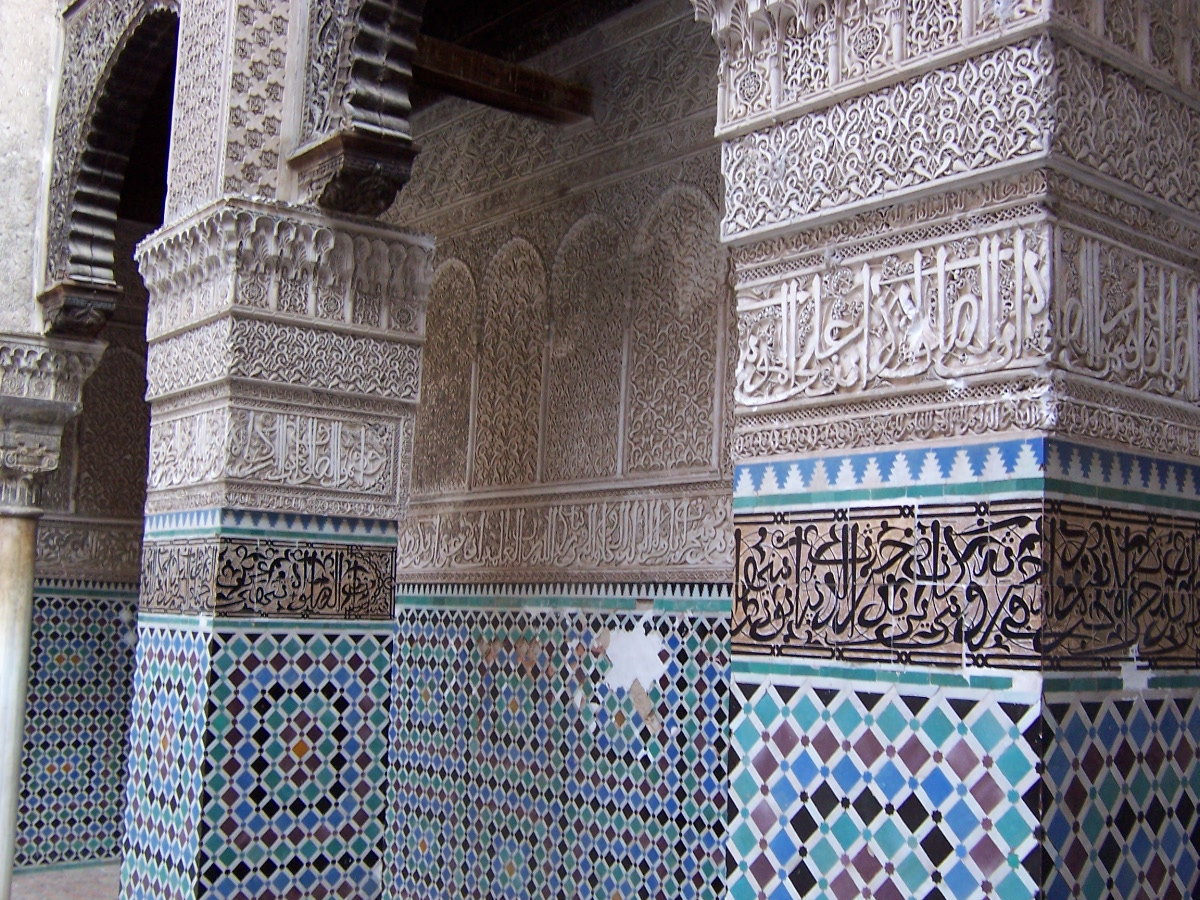

المدرسة البوعنانية بفاس، أسسها السلطان أبو عنان المريني ما بين 1350-1355، تعتبر من أشهر مدارس فاس والمغرب فبالإضافة إلى دورها كمؤسسة لتعليم وإقامة الطلبة، كانت تقام فيها صلاة الجمعة. وهي تتوفر على صومعة جميلة البناء والزخرفة إضافة إلى ساعة مائية (مكانة) تقنية تشغيلها مجهولة
تم تسجيل المدرسة في قائمة اليونسكو للتراث العالمي في عام 1981، كجزء من مدينة فاس.
.

## الهندسة

### الرمزية
بالنسبة للمرينيين، تُعتبر العمارة لغة، فبناء المدن والمدارس والجوامع هو واجب على الحاكم. تعكس العمارة السياسة المرينية. التي يتجلى فيها فن مغربٍ أصبح رائدًا في الثقافة المتوسطية. العمارة هي رمز الخروج من الحياة البدائية المتمثلة في الرعي والتنقل ورمز الاتنقال إلى الاستقرار والحكم. وتعتبر المدرسة البوعنانية من أقوى رموز هاته الرؤية المرينية.

### التصميم والزخارف
تتميز المدرسة بتصميم مستطيل الشكل، يتوسطها صحن مفتوح تحيط به أروقة مزخرفة تؤدي إلى غرف الطلاب. يوجد فيها محراب مخصص للصلاة، مزين بزخارف هندسية ونباتية. الزليج (الفُسيفساء المغربي) يغطي الجدران بأسلوب فني دقيق يعكس جماليات التقاليد المغربية. النقوش الجصية المنحوتة بعناية، تتضمن آيات قرآنية وزخارف نباتية وهندسية. الأعمال الخشبية على الأسقف والأبواب، والمزينة بحفر وزخارف. تحتوي على صومعة مزخرفة بزليج ملون، تضيف لمسة جمالية للواجهة. استخدمت المواد المحلية كالخشب المنقوش، والجص، والزليج، إضافة إلى الرخام الذي أضفى الفخامة على البناء.
هذه العمارة تعكس قمة تطور الفن المريني، ما يجعل المدرسة البوعنانية رمزًا تاريخيًا وحضاريًا في مدينة فاس.

## الدور الثقافي
المدرسة كانت تجمع بين الجانب التعليمي والديني، حيث استُخدمت لتدريس العلوم الشرعية واللغوية.

## الساعة المائية

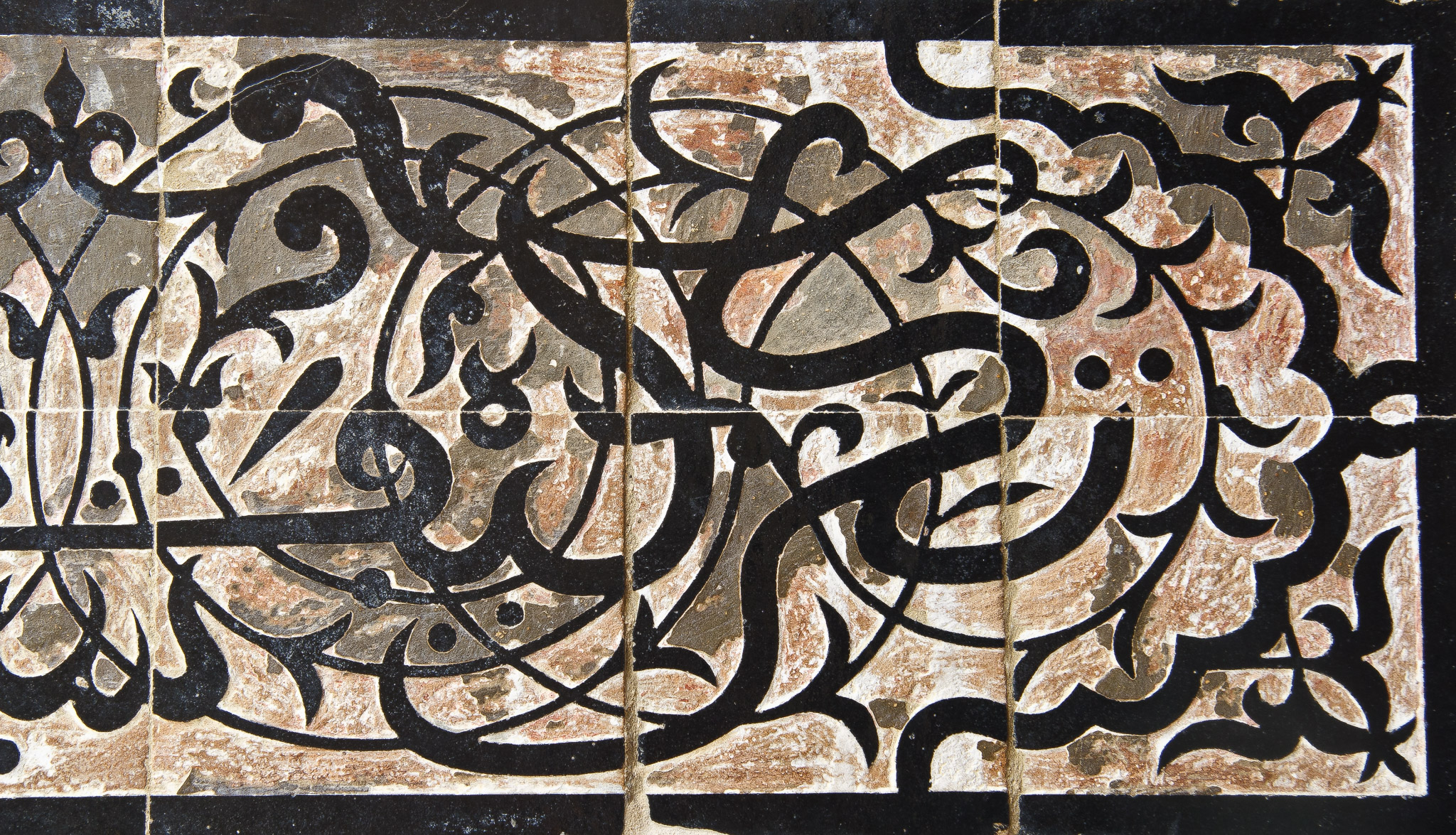
فن الخط العربي بالمدرسة

شُيّدت ساعة مائية في مدينة فاس العتيقة في القرن الثالث عشر، كانت تعمل وفق نظام دقيق يجمع بين صبيب المياه وتحريك عقارب الساعة بواسطة حبال ينتج عنها سقوط كرة معدنية تحدد التوقيت. غير انه رغم الدراسات التي أُنجزت والأبحاث التي استحضرت طرق تحريك الساعة المائية المنتصبة قبالة باب المدرسة البوعنانية التقليدية في زقاق الطالعة الكبرى في فاس العتيقة، فإن الرهان لا زال قائماً على إمكان معاودة دقّاتها في نهاية السنوات الثلاث المقبلة، أي بعد مرور أكثر من 750 سنة على انشائها.
إبان السنوات الأخيرة أنجز خبراء بريطانيون وفرنسيون والماناً ابحاثاً عن أسرار الساعة المائية وفق افتراضات حول نظام عملها من دون التوصل إلى فكّ ألغازها العلمية والتقنية.

### ملاحظات

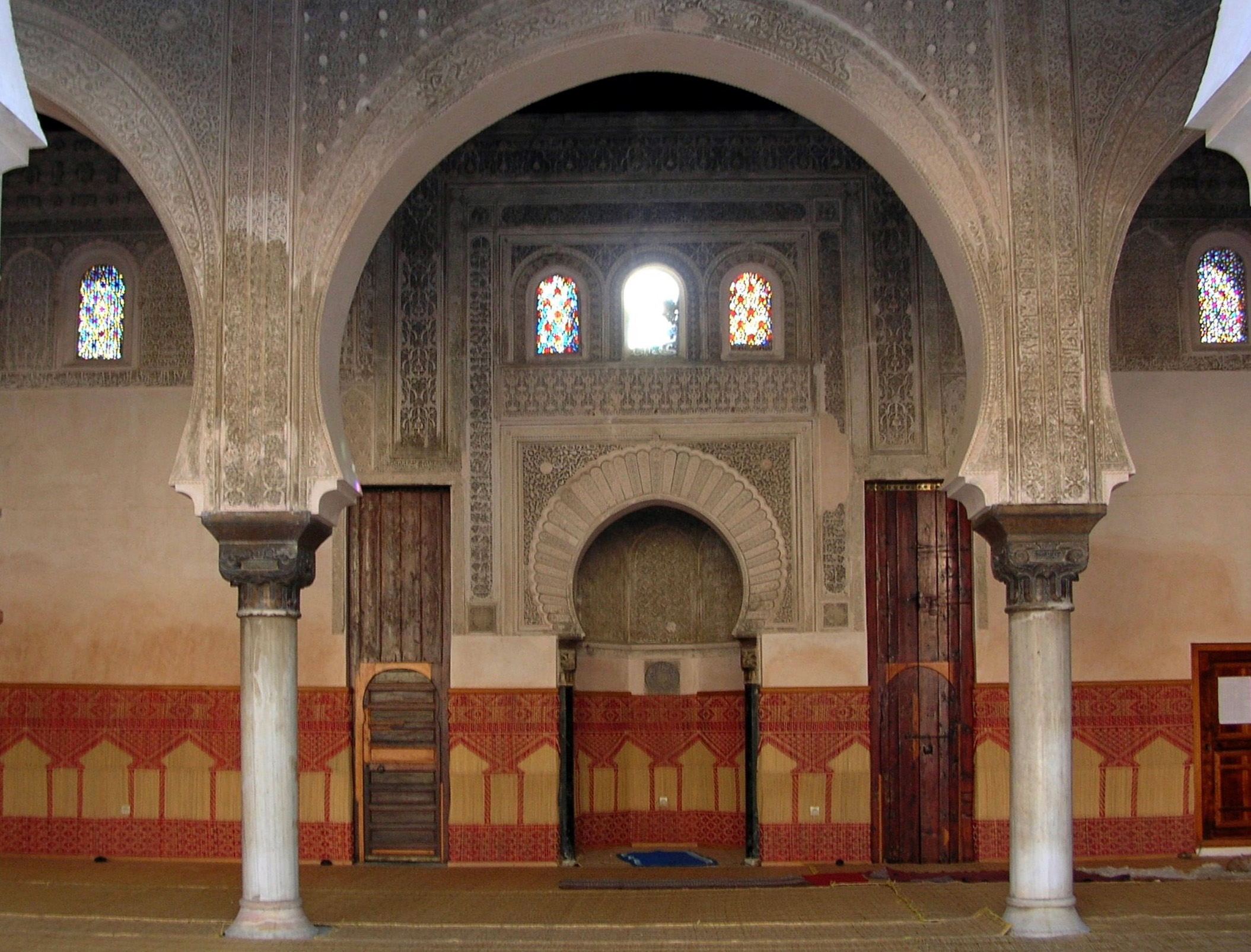
المحراب
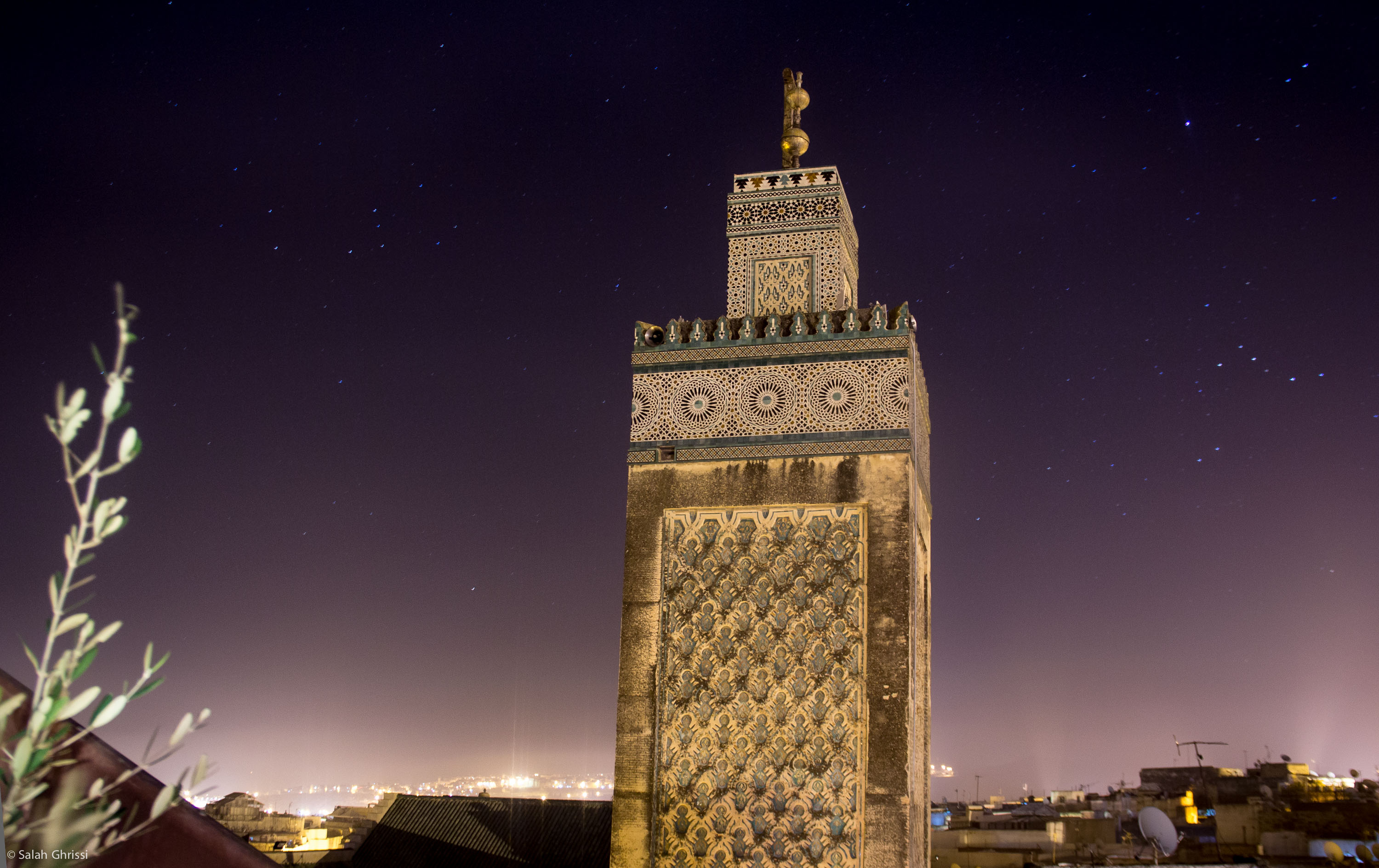
صومعة المدرسة